# Comuna Đelekovec, Koprivnica-Križevci
Đelekovec este o comună în cantonul Koprivnica-Križevci, Croația, având o populație de 1.533 de locuitori (2011).

## Demografie
Componența etnică a comunei Đelekovec
     Croați (99,35%)
     Necunoscut (0%)
     Neclasificat (0,59%)
Componența confesională a comunei Đelekovec
     Catolici (97,72%)
     Fără religie și atei (1,63%)
     Necunoscută (0,13%)
     Alte religii (0,52%)
Conform recensământului din 2011, comuna Đelekovec avea 1.533 de locuitori. Din punct de vedere etnic, majoritatea locuitorilor (99,35%) erau croați. Din punct de vedere confesional, majoritatea locuitorilor (97,72%) erau catolici, cu o minoritate de persoane fără religie și atei (1,63%). Pentru 0,13% din locuitori nu este cunoscută apartenența confesională.